# (39677) Anagaribaldi
(39677) Anagaribaldi est un astéroïde de la ceinture principale.

## Description
(39677) Anagaribaldi est un astéroïde de la ceinture principale. Il fut découvert le 13 mars 1996 à Stroncone par l'Observatoire astronomique Santa Lucia de Stroncone. Il présente une orbite caractérisée par un demi-grand axe de 3,17 UA, une excentricité de 0,11 et une inclinaison de 9,4° par rapport à l'écliptique.

## Compléments